# Африканський національний конгрес
Африкáнський націонáльний конгрéс (АНК; англ. African National Congress) — найстаріша політична організація африканського населення ПАР, головною ціллю якої була ліквідація режиму апартеїду та боротьба за демократичну перебудову суспільства. До організації могли входити всі охочі не залежно від походження та кольору шкіри. Основний метод боротьби полягав у ненасильницих методах — мирних демонстраціях та масових акціях. Одним з перших став протест проти підвищення цін на проїзд в автобусі.

## Історія
Організація була заснована 8 січня 1912 року в місті Блумфонтейн (ПАР).
Організація довгий час знаходилась під ідейним впливом КПРС, маоіської КПК і троцкиського «четвертого інтернаціоналу». В АНК було інфільтровано багато активістів із забороненої Комуністичної партії ПАР. Вони мали підтримку та проходили різноманітну підготовку та інструктаж спочатку з боку Комінтерну, а потім із КДБ СРСР. АНК був офіційно присутнім на XXV з'їзді КПРС.
Оскільки ненасильницькі методи більше не працювали, з допомогою радянських спецслужб на території Мозамбіку на чолі з Манделою було сформоване військове крило (Umkhonto we Sizwe — Спис нації). Головна мета насильницького протистояння полягала у терористичних акціях — спланованих підривах державних та військових об'єктів, а в разі неефективності обговорювався можливий перехід до повномасштабної партизанської війни.
У 1960 році партія була заборонена, її члени репресовані. 5 серпня 1962 року був затриманий Нельсон Мандела. Після довгого судового процесу 5 грудня 1964 його та 150 соратників було засуджено судом в Преторії до довічного ув'язнення. Виконувачем обов'язків голови конгресу призначений О. Тамбо. У 1990 році заборона на діяльність партії була знята.
З серпня 1994 р. після перших демократичних виборів Африканський національний конгрес прийшов до влади, на чолі з президентом Нельсоном Манделою (з 1994 по 1999 роки).
В 2019 році, Африканський національний конгрес отримав найгірший за 25 років результат на парламентських виборах у ПАР, однак все одно переміг. За результатами підрахунку близько 90 відсотків бюлетенів він отримав підтримку понад 57 відсотків виборців, повідомила виборча комісія країни 10 травня.
Друкований орган — журнал «Сечаба» («Нація»).

## Діяльність
8 січня 2012 року, десятки тисяч жителів ПАР зібралися на стадіоні в Блумфонтейні, щоб відсвяткувати столітній ювілей найстарішого визвольного руху на континенті – Африканського національного конгресу (АНК). Президент ПАР Джейкоб Зума у своїй промові сказав, що це радісний день для народу країни, який поборов колоніалізм та апартеїд за допомогою Африки і всього світу. Як повідомлялося, позиції АНК похитнулися після скандалів, пов’язаних з корупцією та внутрішньопартійною боротьбою, однак партія зберігає вагому підтримку виборців.
Станом на початок 2023 року, ПАР має досить тісні зв'язки з Росією, яка підтримувала АНК, коли той був визвольним рухом, що виступав проти панування білої меншини.
21 квітня 2023 року, Національний виконавчий комітет АНК розпочав чотириденне засідання, на якому планує продовжити раніше розпочаті дискусії про те, чи має ПАР вийти з Римського статуту — договору, який заснував МКС. Як його учасник, уряд ПАР може бути зобов'язаний заарештувати Путіна за ордером на арешт, виданим МКС у березні, якщо він прийме запрошення відвідати саміт БРІКС в Південній Африці у серпні 2023 року.